# Apagy
Apagy è un comune dell'Ungheria di 2 341 abitanti (dati 2001). È situato nella contea di Szabolcs-Szatmár-Bereg.